# 杰弗里·泰勒 (赛艇运动员)
杰弗里·泰勒（英語：Geoffrey Taylor，1890年2月4日—1915年4月25日），加拿大男子赛艇运动员。他曾代表加拿大参加1908年和1912年夏季奥林匹克运动会赛艇比赛，其中1908年奥运会获得二枚铜牌。